# یورگن فون هاگن
یورگن فون هاگن (Jürgen von Hagen) (زاده ۱۴ دسامبر ۱۹۵۵ در ایزرلون)، یک اقتصاددان اهل آلمان و استاد دانشگاه بن است. وی در حال حاضر به عنوان مدیر «مؤسسه سیاست اقتصادی بین‌المللی» نیز فعالیت می‌کند. در سال ۱۹۹۷ فون هاگن جایزه گوسن را دریافت کرد.

## زندگی‌نامه
یورگن فون هاگن که اهل ایزلون است، در دانشگاه بن تحصیل کرد و در سال‌های ۱۹۸۱ و ۱۹۸۶ در رشته اقتصاد دیپلم و دکترای خود را دریافت کرد. وی در جریان دکترای خود در مؤسسه سیاست اقتصادی بین‌المللی دانشگاه، به عنوان معاون پژوهشی خدمت نمود (۱۹۸۱–۱۹۸۷). فون هاگن پس از فارغ‌التحصیلی، به عنوان معاون استاد و سپس به عنوان استادیار اقتصاد تجارت و سیاست عمومی در دانشگاه ایندیانا (۱۹۸۷–۱۹۹۲) فعالیت کرد و سپس در سال ۱۹۹۲ به دنبال فراخوان دانشگاه مانهایم به آلمان بازگشت. وی در آنجا، مدیریت مؤسسه مطالعات پیشرفته را بر عهده گرفت و سپس در سال ۱۹۹۶ به عنوان مدیر مرکز مطالعات ادغام اروپایی به دانشگاه بن بازگشت. فون هاگن از سال ۲۰۰۶، مدیر مؤسسه سیاست اقتصادی بین‌المللی است.
فون هاگن به انجمن اقتصادی اروپا و مرکز تحقیقات سیاست اقتصادی - که عضو آن بود - و همچنین به آکادمی ملی علوم لئوپولدینا به لحاظ حرفه‌ای وابسته است. وی همچنین با انجمن اقتصادی آمریکا، انجمن اقتصادسنجی و Verein für Socialpolitik همکاری می‌کند. علاوه بر این، فون هاگن ویراستار تعدادی از مجلات دانشگاهی، از جمله مجله اروپایی اقتصاد سیاسی، مجله پول، اعتبار و بانک‌داری و مجله اقتصاد سیاسی اسکاتلند می‌باشد وی قبلاً به عنوان سردبیر برای بررسی اقتصادی اروپا فعالیت می‌کرد. فون هاگن در بسیاری از سازمان‌های بین‌المللی، از جمله صندوق بین‌المللی پول، بانک جهانی، بانک ذخایر فدرال و کمیسیون اروپا در سمت مشاور خدمت نموده‌است.

## تحقیقات
یورگن فون هاگن در زمینه اقتصاد کلان ادغام اروپا، منطقه یورو و مالیه عمومی اروپا یکی از محققان برجسته محسوب می‌شود. به گفته IDEAS/RePEc، یورگن فون هاگن جز ۲ درصد اقتصاددانان برتر است.

### مالیه عمومی اروپا
فون هاگن پس از بررسی اولیه سیاست پولی آلمان غربی در دهه ۱۹۸۰، (به همراه میشل فراتیانی) به مطالعه سیستم پولی اروپا (EMS) و نقش آلمان در آن پرداخت. آن‌ها به‌طور خاص استدلال کردند که – علی‌رغم ضعف نسبی پولی فرانسه و ایتالیا - آلمان صرفاً یک نقش مستقل اما نه غالب در EMS برعهده داشته‌است. مجموعه دیگری از مطالعات یورگن فون هاگن (به همراه کرستین برنوت، لوجر شوکنشت و گیدو ولسویک) اسپرد بازده اوراق قرضه بین کشورهای اتحادیه اروپا و کانادا را مقایسه می‌کند و تأثیر بحران مالی را بر این اسپردها و بین کشورهای عضو اتحادیه اروپا را تحلیل می‌کند. آن‌ها به ویژه دریافتند که مصارف ریسک در پی عدم تعادل مالی، مانند مشکلات مربوط به پرداخت کسری و بدهی، افزایش می‌یابد و سیاست مالی انبساطی را پُرمصرف‌تر می‌سازد.
بخش قابل توجهی از عمل‌کرد آکادمیک فون هاگن مربوط به رابطه میان حاکمیت مالی کشورها، نهادهای مالی و عمل‌کرد مالی است. در این مجموعه از تحقیقات، فون هاگن به اثربخشی محدودیت‌های مالی رسمی در سطح ایالتی در ایالات متحده و اهمیت فرآیندهای بودجه متمرکز و تعهدات برای حفظ انضباط مالی (با ایان هاردن) توجه ویژه‌ای کرده‌است. وی در تحقیقات بعدی بر اهمیت محیط سیاسی که تصمیمات مالی در آن اتخاذ می‌شود، بیشتر تأکید می‌نماید. با مطالعه تأثیر قوانین مالی در اتحادیه اروپا، فون هاگن (به همراه گونترام ولف) دریافت که «پیمان ثبات و رشد»، دولت‌های اتحادیه اروپا را وادار کرد تا از حساب‌داری خلاقانه خود برای پنهان‌کردن کسری‌های مالی از طریق تعدیل‌های جریان سهام، به ویژه در دوران رکود بیشتر استفاده کنند. اما این راهکار تقریباً هیچ تأثیری بر کامیابی یا شکست تلاش‌ها برای تحکیم مالی در میان کشورهای اروپایی در دهه ۱۹۹۰ نداشت. در مقابل، فون هاگن، اندرو هیوز هالت و رولف استراخ دریافتند که شرایط اقتصادی که در آن تحکیم‌های مالی در اتحادیه اروپا در طول دهه ۱۹۹۰ آغاز شد، با تأثیرگذاری بر انتخاب‌های دولت‌ها از میان استراتژی‌های ادغام، تأثیر زیادی بر احتمال کامیابی آن‌ها داشته‌است. در نهایت، تحقیقات اشتراکی فون هاگن با استراخ و مارک هالربرگ نشان می‌دهد که تمرکز رویه‌های بودجه‌ریزی در کاهش بدهی عمومی در میان کشورهای عضو اتحادیه اروپا با تنظیم انعطاف‌پذیری تصمیم‌گیری مالی با هم‌سویی سیاسی دولت (ائتلاف) با موفقیت بوده‌است؛ به عنوان مثال قراردادهای مالی، یک ابزار تعهد مؤثر در ائتلاف‌های «از نظر ایدئولوژیک پراکنده» فراهم می‌کنند.

### اقتصاد پولی اروپا و اقتصاد کلان ادغام اروپا
یورگن فون هاگن همچنین مقالات زیادی در مورد اقتصاد کلان ادغام اروپا و منطقه یورو منتشر کرده‌است. قبل از تصور منطقه یورو، در اواسط دهه ۱۹۹۰، فون هاگن (و مانفرد نویمان) از چشم‌انداز «اروپا دو سرعته» با یک اتحادیه پولی شامل آلمان، فرانسه، بنلوکس، سوئد و اتریش که به اقتصادهای باقی‌مانده در اتحادیه اروپا اجازه می‌دهد تا سریع‌تر با این اتحادیه مرکزی هم‌گرا شوند؛ در صورت عدم موفقیت، او نسبت به ایجاد یک اتحادیه پولی، قبل از وقوع چنین تعدیلی هشدار داد. علاوه بر این، او قبلاً در دهه ۱۹۹۰ بر این خطر تأکید کرده بود که کسری بودجه بیش از حد در منطقه یورو ممکن است بانک مرکزی اروپا را تحت فشار قرار دهد تا محدودیت‌های مالی خود را نقض کند و دولت‌های دارای بدهی بیش از حد را مثل گذشته (با تبدیل شدن بدهی‌های دولت به پول) یا با روش‌های پیش‌بینی کننده (با حفظ بهره نرخ بهره بسیار پایین) نجات دهد؛ بنابراین وی (با بری آیچنگرین) به نوبه خود منطقه یورو را برای تورم بالا آماده می‌کند.
خدمات کلی‌تر فون هاگن به اقتصاد پولی شامل تحلیل او (با مانفرد نویمان) از اثربخشی هدف‌گذاری تورم در طول دهه ۱۹۹۰ است که در آن به این نتیجه رسیدند که این هدف‌گذاری در کاهش سطح و نوسانات تورم از طریق ارتقای اعتبار سیاست‌های پولی بانک مرکزی مؤثر بوده‌است. و مطالعه او دربارهٔ عوامل تعیین‌کننده بحران‌های بانکی (با تای کوانگ هو) که نقش ناچیزی در رشد پایه پولی در شرایط احتمالی وقوع بحران‌های بانکی دارد. این در حالی است که کاهش تولید ناخالص داخلی واقعی، نرخ‌های بهره واقعی پایین، تورم فوق‌العاده، کسری‌های مالی بزرگ و ارزش‌گذاری بیش از حد نرخ ارز، پیش‌بینی‌کننده‌های قابل اعتمادی برای بحران‌های بانکی هستند.

## مواضع در مورد سیاست اقتصادی
یورگن فون هاگن ذریعه بازتاب فعالیت‌های آکادمیک خود، بارها بر اهمیت انضباط مالی و کسری‌های مالی کوچک در سطح آلمان و اروپا تأکید کرده‌است. در سال ۱۹۹۸، او یکی از امضاکنندگان اعلامیه پترزبرگ دربارهٔ سیاست بازار کار آینده محور در آلمان بود که خواستار مقررات‌زدایی از بازار کار و مشروط کردن مزایای بی‌کاری به جستجوی شغل (شامل موارد دیگر) شد. با این حال، فون هاگن نیز به شدت از اصلاحات بازار کار هارتز انتقاد کرد و استدلال نمود که تمرکز آن بر بازار کار، نابه‌جا بود و در عوض از محرک‌های اقتصادی از طریق کاهش مالیات شرکت‌ها، مالیات بر ثروت و مالیات بر ارزش افزوده حمایت کرد. در طول بحران منطقه یورو، فون هاگن از رویه‌های تجدید ساختار بدهی دولتی برای کشورهای که بیش از حد بده‌کار بودند، به دلیل معرفی اوراق قرضه یورو، گسترش مکانیسم ثبات مالی اروپا، یا برنامه‌های تعدیل ساختاری حمایت کرد.